# Parafia św. Teresy od Dzieciątka Jezus w Rabce-Zdroju
Parafia św. Teresy od Dzieciątka Jezus w Rabce-Zdroju – parafia dekanatu Rabka archidiecezji krakowskiej utworzona w 1978.
Kościół parafialny został wybudowany w dwóch etapach: prezbiterium wybudowano w 1927, nawę w 1986, konsekrowany w 1997. Mieści się przy ulicy Parkowej. W dolnej kaplicy kościoła prowadzona jest całodzienna adoracja Najświętszego Sakramentu. Proboszczem od 1 lipca 2011 jest ks. kanonik Dariusz Pacula. Od 2017 jest to siedziba dekanatu Rabka.